# Syla Arduino
Syla Arduino (fl. XX secolo) è stato un calciatore argentino, di ruolo portiere.

## Carriera

### Club
Arduino fu il portiere titolare del Racing Club in diverse occasioni nel corso della sua militanza nella squadra di Avellaneda, succedendo a Carlos Muttoni. Disputò infatti il torneo del 1914 come estremo difensore titolare, e nello stesso anno contribuì alla vittoria della Copa Ibarguren. Nel 1915 mantenne il suo posto nella rosa, e presenziò, peraltro, nello spareggio con il San Isidro del 6 gennaio 1916. Sempre nel 1915 partecipò alla vittoria in Copa de Honor Municipalidad de Buenos Aires. Nel 1916 scese in campo nella vittoriosa finale della Copa Ibarguren di quell'anno, e fu nuovamente, per tutta la stagione, la prima scelta nel proprio ruolo anche in campionato. Nel 1917 fu sostituito da Marcos Croce.

## Palmarès

### Club

#### Competizioni nazionali
- Copa Campeonato: 3

Racing Club: 1914, 1915, 1916
- Copa Ibarguren: 2

Racing Club: 1914, 1916
- Copa de Honor Municipalidad de Buenos Aires: 1

Racing Club: 1915